# Stimula
Stimula is een historisch merk van motorfietsen.
Ateliers de lat Grosne, Cormatin. 
Frans merk dat van 1902 tot ca. 1914 inbouwmotoren van andere merken gebruikte, maar ook eigen 346- en 492 cc zij- en kopklepmotoren, die weliswaar bij Peugeot, Minerva en Buchet geproduceerd werden.